# Nikolaj Tavelić
Nikolaj Tavelić (hrvaško Nikola Tavelić ali Tavilić), hrvaški frančiškan, duhovnik, misijonar, mučenec in svetnik; * okoli 1340, Šibenik, † 14. november 1391, Jeruzalem.

## Življenje
Nikolaj Tavelič se je rodil v plemiški družini, najverjetneje v Šibeniku okrog 1340. K frančiškanom je vstopil v Bribirju, ki je bilo sedež velikaške rodovine Šubičev. Okrog 1365 je bil posvečen v duhovnika.
Najprej je kot frančiškanski duhovnik in misionar odšel v Bosno okrog 1372 spreobračat bogumile, kjer je s skupino sobratov uspešno deloval bolj z zgledom kot z besedo. Bogumili so namreč zahtevali revno Cerkev – takratni frančiškani pa so se ravno v uboštvu odlikovali. Frater Jernej Alverenski, vikar bosenskega vikariata, je na spodbujanje Gregorja XI. 1372 zbral iz raznih narodov šestdeset zglednih frančiškanov v ta namen in med njimi tudi mladega Nikolaja. Bili so tako uspešni, da se je v kratkem času vrnilo nazaj v katoliško Cerkev čez petdeset tisoč bogumilov. 

1384 - po dvanajstih let misijonarjenja v Bosni je odšel v Palestino; skupaj z njim so potovali Deodat Aribert, Peter Narbonski in Štefan Kunejski  
V Jeruzalemu je Nikolaj s tovariši delal v gostišču za romarje in pri Božjem grobu. Njihova naloga je bila, da na svetih krajih opravljajo bogoslužje, strežejo romarjem in s krščansko ljubeznijo skušajo pridobiti mohamedance, med katerimi so živeli kot manjšina, za krščanstvo. Hrvat Nikolaj, Italijan Štefan ter Francoza Deodat in Peter so v ta namen veliko molili in se pokorili; večkrat so se posvetovali tudi z drugimi sobrati, kako bi oznanjali evangelij mohamedancem, ki so bili nestrpni do kristjanov – poleg tega pa so takrat imeli še vso oblast v svojih rokah ter je bil islam državna vera z vso možno zaščito. Skupaj z dvema teologoma so sestavili kratko katehezo, v kateri so prikazali, katere so po njihovem mnenju prednosti Kristusove vere pred Mohamedovo, kot povzema njihov življenjepisec Antonio Borrelli:
Opravljati apostolsko delo z muslimani je bilo takorekoč brezplodno, saj so videli korenitost njihove vere, ki je bila zaprta za kakršenkoli medverski pogovor. Kljub temu pa so manjši bratje sklenili, da bodo ponesli evangelij mohamedancem: razložili bodo javno krščanske člene vere in jih soočili z islamskimi. Ko so se posvetovali z dvema bogoslovcema, so pripravili povzetek. V njem so na podroben in bogat način našteli zgodovinske in teološke podatke; na ta način so izpostavili krščansko učenje in zavrnili islamsko. 

## Smrt in češčenje
11. novembra 1391 so se napotili torej k Omarjevi mošeji; ker tam voditelja Saracenov niso našli, so odšli na njegov dom in njemu ter njegovim svetovalcem pojasniti, so v zmoti – da pa je Kristusov nauk pravilen in edino zveličaven. Poleg tega je navzočim muslimanom razlagal, da njihov prerok ni bil nikakršen svetnik, ampak trgovec in prevarant, ki da se ne da primerjati z Jezusom, ki je govoril resnico, živel skromno in čisto življenje, ter svoj nauk potrjeval s čudeži. To so kadi in navzoči mohamedanci razumeli kot najhušo možno žalitev; kadija je ta - po njegovem mnenju predrznost - najprej presenetila, nato pa tako razjezila, da je dal Nikolaja in njegove tovariše na zahtevo množice takoj obsoditi na smrt, in jih zapreti v ječo. Tam so jih slekli, jih pretepali ter zlostavljali; med mučenjem so prebili tri dni in tri noči brez jedi in pijače.
14. novembra je prišel iz Gaze emir, pred katerim so ponovili ves postopek in zahtevali, da se frančiškani odpovedo Kristusu ter sprejmejo Mohameda, kar pa so soglasno odklonili. Sedaj je tudi civilno sodišče potrdilo smrtno obsodbo. Razdivjana drhal jih je 14. novembra 1391 razrezala na koščke in jih vrgla na grmado, a se jih ogenj ni dotaknil. Da bi kristjani ne našli njihovih trupel in jih začeli po svetniško častiti, so jih mohamedanci po neuspelem poskusu, da bi jih sežgali, nekje skrivaj zakopali.
Pri mučeniški smrti je bilo zraven gvardijana Gerarda Calveta še dvanaest frančiškanov, ki so podpisali poročilo o pogumni smrti svojih sobratov, ki so ga poslali na več naslovov: v Šibenik, Leipzig, Vatikan in še drugam. Kmalu so nastali tudi življenjepisi. V ljubljanski frančiškanski knjiižnici hranijo latinski rokopis iz leta 1777, ki ga je napisal frančiškan Maver Fajdiga.  Kristjani so njega in tovariše že od vsega začetka častili kot mučence.

### Beatifikacija in kanonizacija
O mučeništvu govori tudi apostolski odlok Pavla VI., s katerim podeljuje svetniške časti Nikolaju Taveliču in njegovim sotovarišem mučencem,:
V govoru jih je krepilo upanje, da bodo poslušalec in jeruzalemski muslimani, obsjani z Božjo lučjo, sprejeli češčenje enega Boga in njegovega Sina, Jezusa Kristusa, zveličarja ljudi. Obenem jih je vodil nekakšen zanos in žar, da bi za resničnost krščanske vere pretrpeli mučeništvo.
Samo njegovo češčenje je na prošnjo šibenskega škofa Fosca odobril in potrdil Leon XIII. 6. junija 1889, ker so Nikolaja od vseh štirih mučencev v njegovi domovini najbolj častili.
Pavel VI. ga je prištel med svetnike v Rimu, 21. junija 1970, ne le njega, ampak tudi njegove tri tovariše mučence.  Kanonizacije se je udeležilo veliko romarjev iz Jugoslavije, zlasti pa iz Hrvaške. Menijo, da je prišlo iz vsega sveta čez 20.000 Hrvatov.
Nikolaj je prvi uradno kanonizirani hrvaški svetnik in zavetnik hrvaškega ljudstva.